# Villeneuve-lès-Bouloc

Villeneuve-lès-Bouloc este o comună în departamentul Haute-Garonne din sudul Franței. În 2009 avea o populație de 1.026 de locuitori.

## Monumente

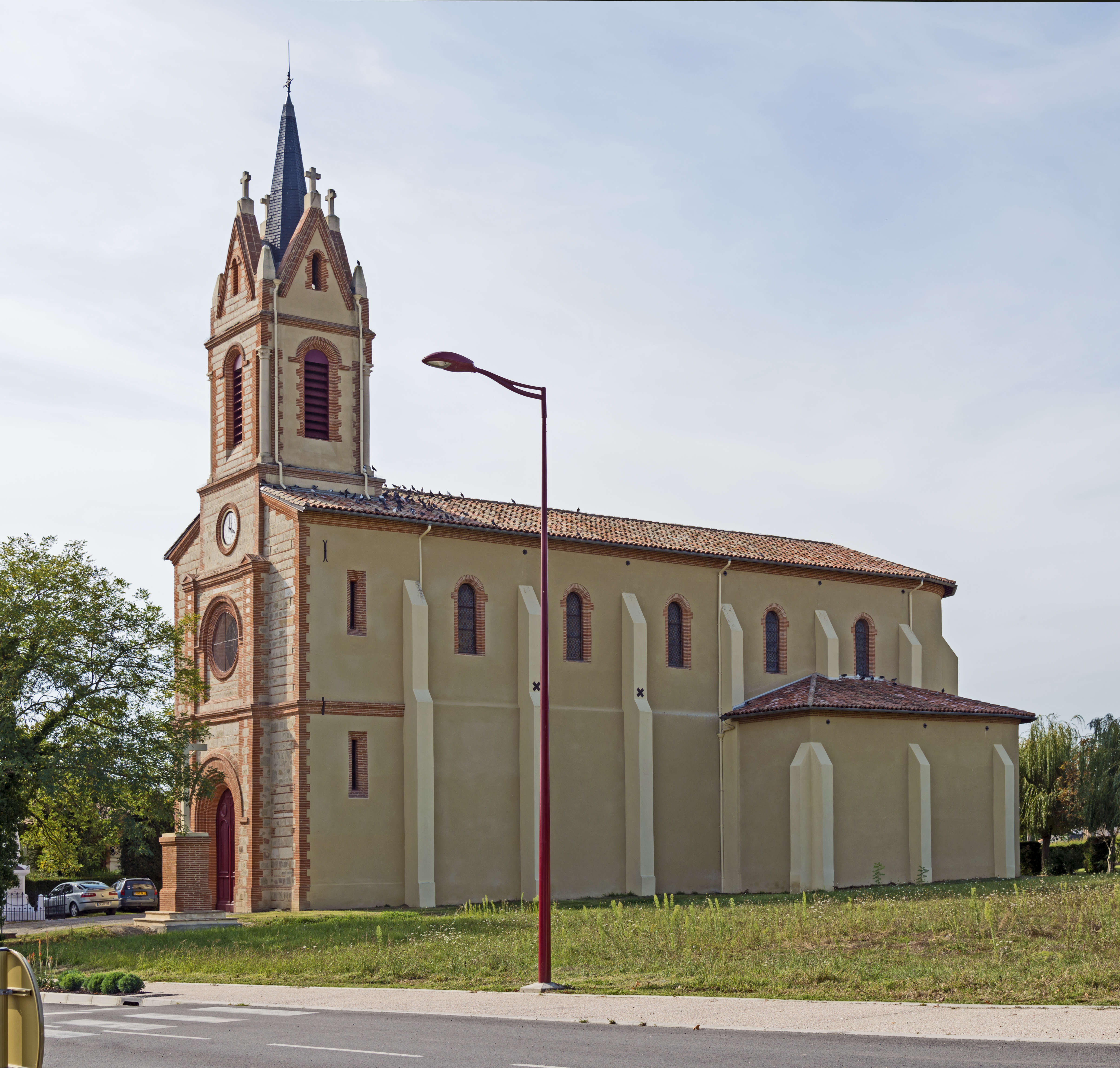
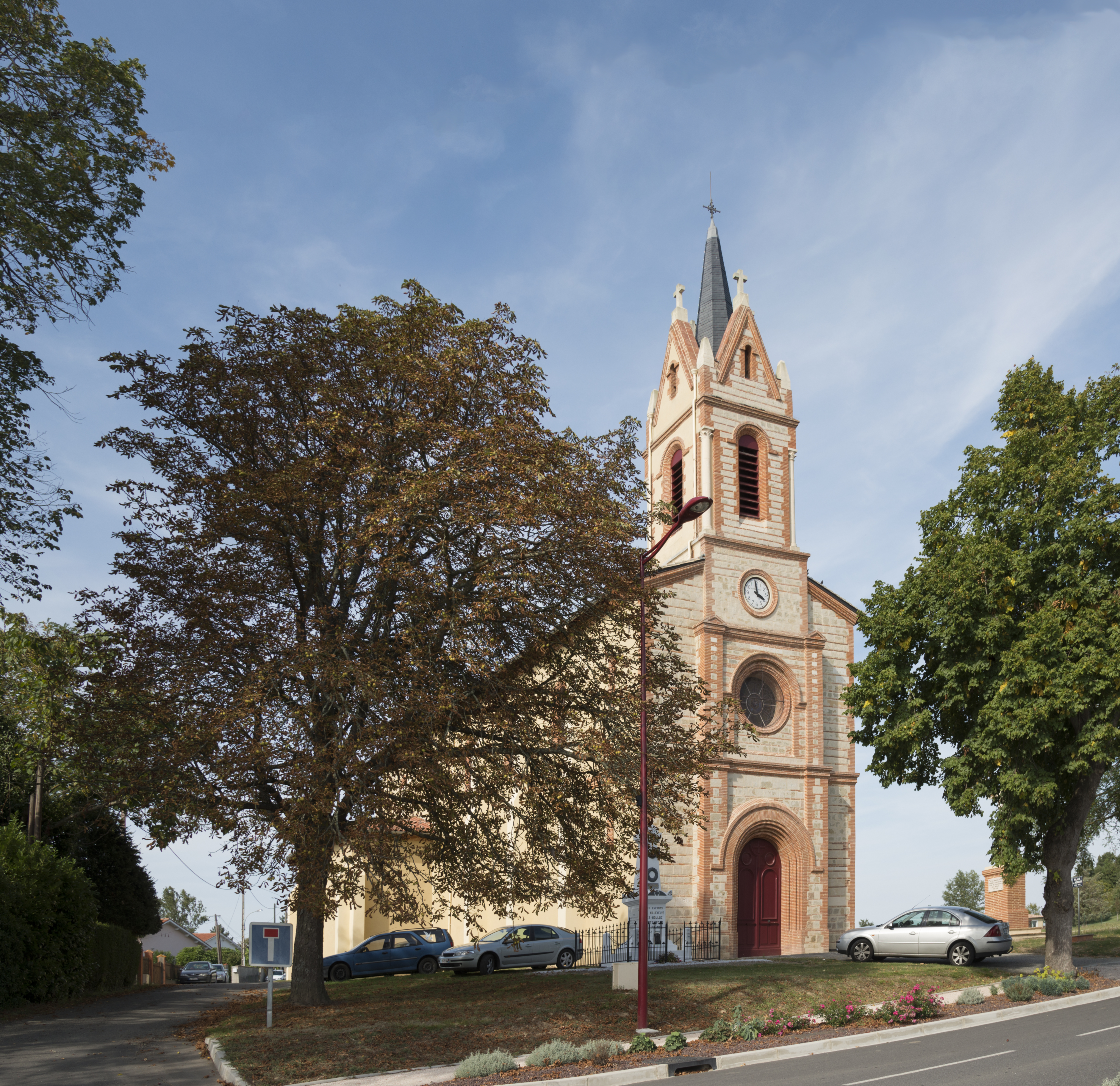
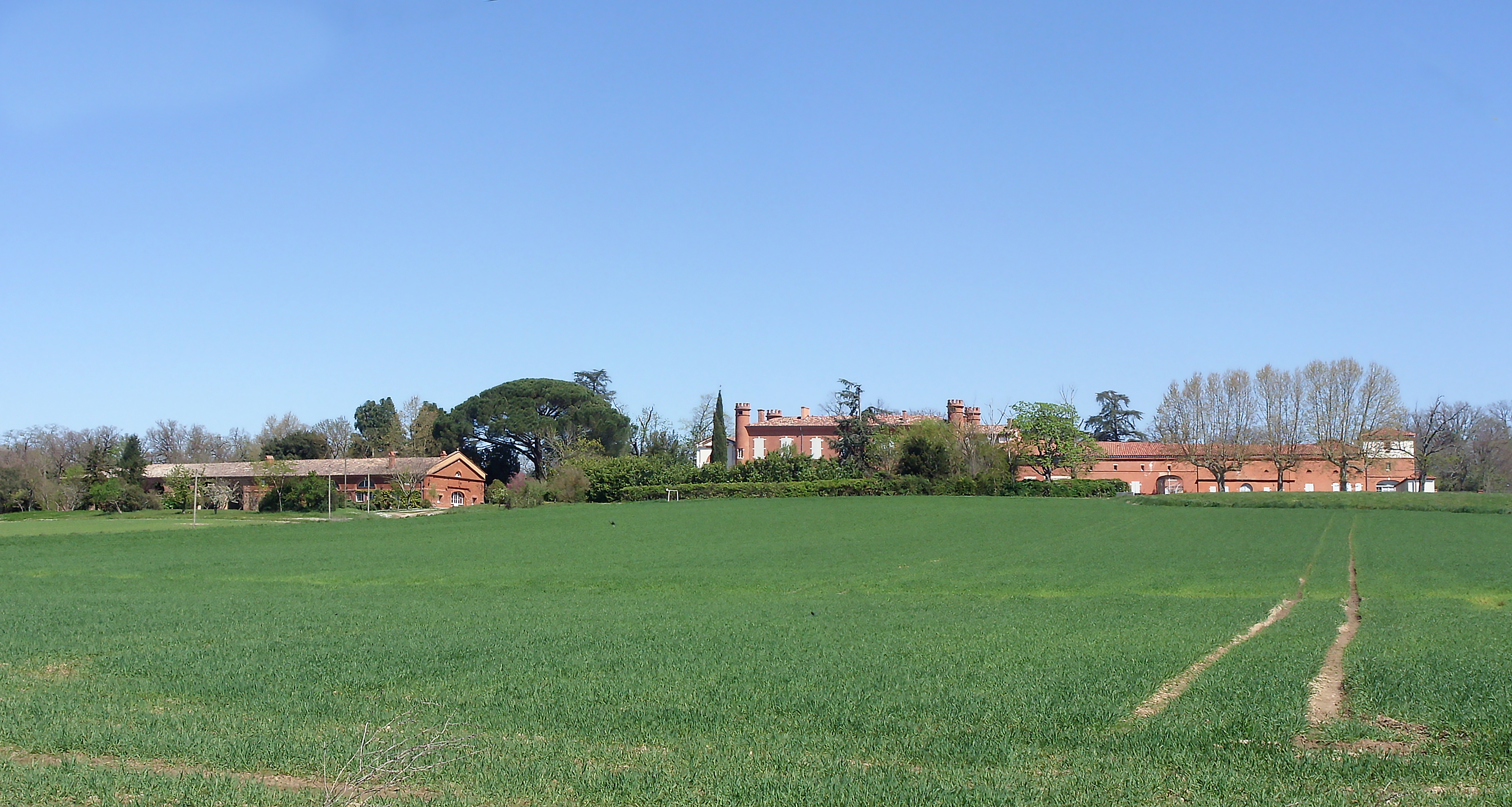

## Evoluția populației
| An        | 1975 | 1982 | 1990 | 1999 | 2006  | 2009  |
| --------- | ---- | ---- | ---- | ---- | ----- | ----- |
| Populație | 583  | 699  | 882  | 950  | 1.032 | 1.026 |